# Lin-Manuel Miranda
Lin-Manuel Miranda (* 16. ledna 1980 New York) je americký hudební skladatel, textař, dramatik, zpěvák a herec známý autorstvím a účinkováním v muzikálech Život v Heights a Hamilton. Je spoluautorem písní pro animovaný film Odvážná Vaiana: Legenda o konci světa (Walt Disney Animation Studios), a zahrál si jednu z hlavních rolí ve filmu Mary Poppins se vrací. Mezi ocenění, která obdržel patří Pulitzerova cena, tři ceny Grammy, cena Emmy, tři ceny Tony a hvězda na Hollywoodském Chodníku slávy. V roce 2018 získal Cenu Kennedyho střediska (Kennedy Center Honor).

## Životopis
Lin Manuel Miranda se narodil v New Yorku jako druhé dítě klinické psycholožky Luz Towns a konzultanta Demokratické strany Luise A. Mirandy, Jr. Jeho jméno Lin-Manuel bylo inspirováno básní z vietnamské války Nana roja para mi hijo Lin Manuel od portorického spisovatele José Manuela Torres Santiaga. Během svého dětství a dospívání strávil každoročně alespoň měsíc u svých prarodičů ve Vega Alta v Portoriku. Má starší sestru Luz.
Napsal hudbu i texty pro muzikál Život v Heights, který měl premiéru na Broadwayi v roce 2008. V témže roce byl za svou práci oceněn cenou Tony za Nejlepší hudbu a libreto, v roce 2009 cenou Grammy za Nejlepší muzikálové album a show také získala cenu Tony v kategorii Nejlepší muzikál. Za své účinkování v hlavní roli byl nominován na cenu Tony v kategorii Nejlepší muzikálový herec.
Je uznávaný za hudbu, libreto a také knihu Hamilton: An American Musical show, která je již od své premiéry na Broadwayi v srpnu roku 2015 označována za fenomén pop-kultury. Muzikál získal v roce 2016 Pulitzerovu cenu za drama a cenu Grammy za Nejlepší muzikálové album. Byl nominován na cenu Tony v rekordních 16 kategoriích, v 11 z nich zvítězil, včetně kategorie Nejlepší muzikál, Nejlepší hudba a libreto, a Nejlepší kniha. Za svůj výkon v hlavní roli Alexandera Hamiltona byl nominován na další cenu Tony v kategorii Nejlepší muzikálový herec. Nahrávka muzikálu se držela 10 týdnů na vrcholu žebříčku Nejlepších rappových alb za rok 2015, zatímco The Hamilton Mixtape (album s přezpívanými písněmi z muzikálu, které zpracoval a sám v něm i účinkoval) dosáhlo prvního místa v žebříčku nejlepších amerických alb (Billboard 200) za prosinec 2016.
Je politicky aktivní, zejména v zastoupení Portorika. V roce 2016 se sešel s politiky, aby se vyjádřil ve prospěch úlevy dluhů Portoriku a intenzivně pracuje na získávání finančních prostředků pro záchranné akce a pomoc poté, co ostrov v roce 2017 zasáhl hurikán Maria.

## Soukromí
V roce 2010 se oženil se svou přítelkyní ze střední školy Vanessou Adrianou Nadalovou, vědkyní a právničkou. Video ze svatební hostiny, kde společně s dalšími svatebními hosty předvedl hudební číslo, umístil na YouTube. Dne 10. listopadu 2014 se jim narodil syn Sebastian, 2. února 2018 pak druhý syn Francisco.

## Kariéra

### 2002–2010:Život v Heights
V roce 2002 začali Lin-Manuel Miranda, John Buffalo Mailer a režisér Thomas Kail (v roce 2004 se k nim přidal spisovatel Quiara Alegría Hudes) společně pracovat na Život v Heights. Muzikál sklidil velký úspěch a v už březnu roku 2008 měl svou premiéru i na Brodwayi. Byl nominován na 13 cen Tony, z nichž čtyři získal, včetně kategorie Nejlepší muzikál a Nejlepší hudba a libreto. V roce 2009 získal také cenu Grammy za Nejlepší muzikálové album. Miranda si za svůj výkon v hlavní roli vysloužil nominaci na cenu Tony pro Nejlepšího muzikálového herce a na Brodwayi působil až do 15. února 2009.
Svou roli Usnaviho si Miranda zopakoval v Los Angeles v červnu a červenci roku 2015 v rámci národního turné a později také v portorickém San Juanu. Zpátky na Brodway se vrátil v prosinci 2010, kde účinkoval až do derniéry muzikálu v lednu 2011 (odehrál celkový počet 29 předpremiér a 1 185 obvyklých představení).
Během toho období se ale Miranda věnoval i další práci. V kooperaci se Stephenem Sondheimem přeložil v roce 2009 do španělštiny muzikál West Side Story. Na pozvání Stephena Schwartze přispěl dvěma novými písněmi do obnovené verze muzikálu Working z roku 1978, který měl premiéru v květnu v Asolo Repertory Theatre v Sarasotě na Floridě.
Miranda se zabýval také projekty pro film a televizi. V roce 2007 se jako host objevil v televizním seriálu Rodina Sopránů v dílu „Starý časy“, a v roce 2009 si v premiérové epizodě 6. série seriálu Dr. House zahrál spolubydlícího Gregoryho House (tuto roli si později zopakoval později v květnu 2010). Pracoval rovněž pro Sezame, otevři se, kde příležitostně hrál a zpíval.
V průběhu těchto let byl Miranda zaměstnán jako učitel angličtiny na své bývalé střední škole, psal sloupky a recenze restaurací pro Manhattan Times a skládal hudbu pro reklamy.

### 2011–2014:Bring It Ona práce pro televizi

#### Bring It On
Miranda je spoluautorem hudby a libreta pro muzikál Bring It On: The Musical s Tomem Kittem a Amandou Green. Show debutovala v Alliance Theatre v Atlantě v lednu 2011 a v říjnu téhož roku mělo v Los Angeles premiéru národní turné. V omezeném počtu představení se od července do prosince roku 2012 muzikál objevil i na Brodwayi, v St. James Theatre. Byl nominován na cenu Tony v kategorii Nejlepší muzikál a Nejlepší choreografie.

#### Další divadelní projekty
V únoru 2012 si Miranda zahrál Charleyho v Merrily We Roll Along (muzikál Stephena Sondheima) a objevil se také v sérii koncertů Encores! Napsal hudbu a libreto pro muzikál o jednom jednání 21 Chump Street, a v jediném představení na Brooklyn Academy of Music v něm sám účinkoval jako vypravěč.
V roce 2014 se ke sbírce jeho ocenění přidala také cena Emmy za píseň Bigger!, kterou společně s Kittem napsal jako úvodní číslo k udělování cen Tony.

#### Film a televize
Miranda se objevil v malé roli v hraném filmu od studia Walt Diney Pictures Neobyčejný život Timothyho Greena (2012).
Zahrál si také v několika televizních rolích, například v televizním seriálu Taková moderní rodinka, v seriálu Do No Harm nebo v sitcomu Jak jsem poznal vaši matku.

### 2015Hamilton: An American Musical
Během dovolené v roce 2008 se Lin-Manuelu Mirandovi dostala do rukou biografie Alexandera Hamiltona od Rona Chernowa. Miranda, inspirovaný touto knihou, napsal o Hamiltonovi rap, který v doprovodu Alexe Lacamoira, prezentoval v květnu 2009 v Bílém domě na Večeru poezie, hudby a mluveného slova.
Hamilton: An American Musical, režírovaný Thomase Kailem, měl premiéru v The Public Theatre v lednu roku 2015. Miranda pro tuto show napsal hudbu, libreto, knihu a vystupoval také v hlavní roli. Muzikál sklidil obrovský úspěch, všechna jeho představení byla vyprodaná a už v červnu téhož roku se přesunul na Brodway do Richard Rodgers Theatre, kde měl oficiální premiéru 6. srpna.
15. března 2016 vystoupili herci v Bílém domě, kde uvedli i četné workshopy.
V dubnu 2016 vyšla kniha Hamilton:The Revolution, popisující cestu muzikálu od první myšlenky až k Brodwayi, jejímiž autory jsou Miranda a Jeremy McCarter. V říjnu 2016 měl na New York Film Festival premiéru dokument o vzniku show, Hamilton's America.
Své poslední představení odehrál Miranda 9. července 2016. Do úlohy Alexandera Hamiltona se má v plánu vrátit až v lednu 2019, kdy se produkce Hamiltona přesouvá na tři týdny do Portorika.Téměř 40 000 vstupenek na těchto 23 představení bylo vyprodáno během dvou dnů.

### 2015–2019: Disney a další projekty

#### Disney
Jednání s Disney a balíček 6 skladeb určených pro Walt Disney Animation Studios ze zimy roku 2013 vedlo k celé řadě společných projektů:
- Odvážná Vaiana: Legenda o konci světa – Na jaře 2014 byl Miranda najat, aby se podílel na hudbě k animované pohádce Vaiana. Miranda spolupracoval s Opetaia Foa'i a Markem Mancinem. Miranda později vysvětlil, že byl kvůli zaneprázdněnosti s Vaianou a Hamiltonem nucen odmítnout jiné projekty, které „by ho rozptylovaly“. Vaina měla premiéru v roce 2016, obdržela pozitivní ohlasy, finanční úspěch i chválu za Mirandovy skladby. Píseň How Far I'll Go obdržela cenu Grammy a nominace na Zlatý glóbus, Critics' Choice, i na Oscara.
- Star Wars: Síla se probouzí – Během práci na Hamiltonovi přispěl Miranda hudbou i k dalšímu dílu Star Wars.
- Kačeří příběhy
- Mary Poppins se vrací – Miranda hraje Jacka, lampáře a bývalého učně kominíka Berta, kterého hrál původním filmu Mary Poppins z roku 1964 Dick Van Dyke. Jack je pro Mirandu první hlavní rolí poté, co opustil Hamiltona. Film byl režírován Robem Marshallem a do kin vstoupil v prosinci 2018.

### Divadelní a televizní práce
24. ledna 2016 si Lin-Manuel Miranda zahrál roličku v brodwayské produkci Bídníků a splnil si tak svůj dětský sen (Bídníci byli prvním představením, které na Brodway viděl).
26. dubna 2016 předvedl v televizní show Last Week Tonight with John Oliver emotivní rap ohledně restrukturalizace dluhu Portorica.
8. října 2016 uváděl Miranda Saturday Night Live a za svůj výstup obdržel v červenci 2017 nominaci na cenu Emmy.

## Filmografie

### Divadlo
| Rok     | Název                 | Role               | Poznámky                                                  | Poznámky                |
| ------- | --------------------- | ------------------ | --------------------------------------------------------- | ----------------------- |
| 1999    | Život v Heights       | Usnavi             | Wesleyanská univerzita, 20.–22. dubna                     | také skladatel a textař |
| 2005    | Život v Heights       | Usnavi             | Eugene O'Neill Theater Center                             | také skladatel a textař |
| 2007    | Život v Heights       | Usnavi             | Mimo–Broadway, 8. února – 15. července 2007               | také skladatel a textař |
| 2008–09 | Život v Heights       | Usnavi             | Broadway, 14. února 2008 – 15. února 2009                 | také skladatel a textař |
| 2009–10 | Život v Heights       | Usnavi             | US turné                                                  | také skladatel a textař |
| 2009    | West Side Story       |                    | Broadway revival                                          | španělská verze         |
| 2010–11 | Život v Heights       | Usnavi             | Broadway, 25. prosince 2010 – 9. ledna 2011               | také skladatel a textař |
| 2011    | Working               |                    | Chicago revival                                           | napsal dvě skladby      |
| 2012    | Merrily We Roll Along | Charley            | Encores!, 8.–9. února, 2012                               |                         |
| 2012    | Bravo, girls! Muzikál |                    | Broadway a turné                                          | také skladatel a textař |
| 2014    | 21 Chump Street       | vypravěč           | Brooklyn Academy of Music, 7. června 2014                 | kniha, hudba a text     |
| 2014    | Tick, Tick... Boom!   | Jon                | Encores!, 25.–28. června, 2014                            |                         |
| 2015    | Hamilton              | Alexander Hamilton | Mimo–Broadway, 20. ledna – 3. května 2015                 | kniha, hudba a text     |
| 2015–16 | Hamilton              | Alexander Hamilton | Broadway,6. srpna 2015 – 9. července 2016                 | kniha, hudba a text     |
| 2016    | Bídníci               | Loud Hailer        | Broadway, 24. ledna 2016                                  |                         |
| 2019    | Hamilton              | Alexander Hamilton | Luis A. Ferré Performing Arts Center, 11.–27. ledna, 2019 | kniha, hudba a text     |

### Film
| Rok  | Název                             | Role                    | Poznámky                                      |
| ---- | --------------------------------- | ----------------------- | --------------------------------------------- |
| 1996 | Clayton's Friends                 | Pete                    | také scenárista, producent, režisér a střihař |
| 2012 | Neobyčejný život Timothyho Greena | Reggie                  |                                               |
| 2012 | The Polar Bears                   | Jak                     | krátkometrážní film                           |
| 2013 | 200 Cartas                        | Raul                    |                                               |
| 2015 | Star Wars: Síla se probouzí       | Shag Kava (hlas)        | také skladatel                                |
| 2016 | Studio Heads                      | Sám sebe                | krátkometrážní film                           |
| 2017 | Speech & Debate                   | Džin                    |                                               |
| 2018 | Mary Poppins se vrací             | Jack                    |                                               |
| 2020 | Život v Heights                   | Piragua Guy / Piragüero | také producent a skladatel                    |

### Televize
| Rok        | Název                              | Role                                 | Poznámky                                               |
| ---------- | ---------------------------------- | ------------------------------------ | ------------------------------------------------------ |
| 2007       | Rodina Sopránů                     | Bellman                              | díl: „Starý časy“                                      |
| 2009, 2012 | Sezame, otevři se                  | Freddy Flapman / Lamb-Manuel Miranda | 2 díly, také skladatel a textař                        |
| 2009–2010  | Dr. House                          | Juan "Alvie" Alvarez                 | 2 díly                                                 |
| 2009–2010  | The Electric Company               | Mario/Sám sebe                       | 17 dílů, také skladatel                                |
| 2011       | Taková moderní rodinka             | Guillermo                            | díl: „Hodný polda, zlý pes“                            |
| 2011       | 65. ročník udílení cen Tony        |                                      | složil text k závěrečnému číslo                        |
| 2012       | Submissions Only                   | Osoba na konkurzu č. 1               | Episode: "Another Interruption"                        |
| 2012       | Freestyle Love Supreme             | Sám sebe                             | TV series; also lyricist                               |
| 2013       | Do No Harm                         | Ruben Marcado                        | 11 dílů                                                |
| 2013       | Smash                              | Sám sebe                             | díl: „The Transfer“                                    |
| 2013       | 67. ročník udílení cen Tony        |                                      | skladatel prvního čísla „Bigger!“                      |
| 2013       | Jak jsem poznal vaši matku         | Gus                                  | díl: „Na dobrou noc“                                   |
| 2016       | Amyino plodné lůno                 | Sám sebe                             | díl: „The World's Most Interesting Woman in the World“ |
| 2016       | Last Week Tonight with John Oliver | Sám sebe                             | díl: „Puerto Rico“                                     |
| 2016       | Hamilton's America                 | Sám sebe                             | TV dokument                                            |
| 2016       | Difficult People                   | Sám sebe                             | díl: „Carter“                                          |
| 2016       | Saturday Night Live                | Sám sebe/moderátor                   | díl: „Lin-Manuel Miranda/Twenty One Pilots“            |
| 2016       | Drunk History                      | Sám sebe                             | díl: „Hamilton“                                        |
| 2017       | My Brother, My Brother and Me      | Sám sebe                             | díl: „Candlenights & Vape Ape“                         |
| 2017       | BoJack Horseman                    | Crackerjack Sugarman (hlas)          | díl: „The Old Sugarman House“                          |
| 2017       | Larry, kroť se                     | Sám sebe                             | 2 díly                                                 |
| 2018–2021  | Kačeří příběhy                     | Více rolí (hlas)                     | 7 dílů                                                 |
| 2018       | Bartlett                           | Jesus                                | 2 díly                                                 |
| 2018       | Nina's World                       | Paquito Fernando (hlas)              | díl: „Nina Live“                                       |
| 2019       | Brooklyn 99                        | David Santiago                       | díl: „The Golden Child“                                |
| 2019       | Fosse/Verdon                       | Roy Scheider                         | díl: „Providence“; také výkonný producent              |
| 2019       | Saturday Night Live                | Julian Castro                        | Episode: "David Harbour/Camila Cabello"                |
| 2019       | Jeho temné esence                  | Lee Scoresby                         |                                                        |